# Нилска нектарница
Нилска нектарница (Hedydipna metallica) е вид птица от семейство Нектарникови (Nectariniidae).

## Разпространение
Видът е разпространен в Джибути, Египет, Еритрея, Етиопия, Оман, Саудитска Арабия, Сомалия, Судан, Либия и Йемен.